# Botoro
Botoro est un village du département et la commune rurale de Iolonioro (ou Nioronioro), situé dans la province de la Bougouriba et la région du Sud-Ouest) au Burkina Faso.

## Géographie

### Démographie
- En 2006, le village comptait 393 habitants dont 52,4 % de femmes[1].